# 賽拉星
賽拉星（115 Thyra）是一顆比較大、比較亮的内小行星帶小行星。于1871年8月6日由詹姆斯·克雷格·沃森发现。
賽拉星以丹麥國王老戈姆的妻子賽拉命名。